# Пиветти, Ирене
Ирене Пиветти (итал. Irene Pivetti; род. 4 апреля 1963, Милан) — политический и государственный деятель Италии.

## Биография
Родилась 4 апреля 1963 года в Милане. Дочь режиссёра Паоло Пиветти и актрисы Грации Габриелли. Её сестра Вероника работала актрисой и телеведущей. 
Окончила с отличием Католический университет Святого Сердца в Милане. После получения диплома работала редакционным консультантом. В период с 1987 по 1990 год редактировала книги по итальянскому языку для «Motta Editore», «Selezione», «Mondadori», «Club degli Editori», «De Agostini». 
С 1990 по 1994 год возглавляла Католический совет Ломбардской лиги, которая позже стала Лигой Севера. 
В 1992 году стала депутатом Палаты депутатов Италии. В 1994 году была переизбрана. 15 апреля 1994 года в ходе четвёртого тура голосования была избрана председателем Палаты депутатов и в 31 год стала самым молодым председателем в истории.
На выборах 1996 года была переизбрана депутатом. 12 сентября 1996 года её исключили из Лиги Севера из-за того, что она выступила против независимости Падании. 
22 октября 1996 года основала движение Федеральная Италия, которое в 1998 году присоединилось к Итальянскому обновлению. 
В 1999 году вступила в Союз демократов за Европу. С 23 мая 1999 года по 2002 год была председателем данного Союза. 
В 2009 году была назначена советником по работе и профессиональному обучению в коммуне Берчето (провинция Парма). В августе 2010 года была назначена комиссаром по имиджу в муниципалитете Реджо-ди-Калабрия.
На региональных выборах 2013 года в Лацио баллотировалась от партии «Федерация популярных христиан», но не была избрана. В 2016 году стала кандидатом на муниципальных выборах в Риме от партии «Мы с Сальвини», также потерпев неудачу. 
На европейских выборах 2019 года была кандидатом в Европейский парламент по списку «Вперёд, Италия».
В апреле 2019 года посетила Республику Крым, где провела переговоры с представителями администрации города Ялта, после чего была внесена в чёрный список украинского сайта «Миротворец».
В апреле 2020 года прокуратуры Рима, Савоны, Сиракуз и Империи начали проверку материалов в отношении неё в связи с незаконным оборотом масок из Китая. В июне 2020 года прокуратура Милана в отношении неё начала новое расследование из-за отмывания денег. Эти расследования связаны с её деятельностью во время пандемии COVID-19.
26 сентября 2024 года судом Милана приговорена к 4-м годам тюрьмы за уклонение от уплаты налогов. Пиветти приговор суда отвергла, заявив, что никогда не уклонялась от уплаты налогов, и будет обжаловать приговор.

## Личная жизнь
Была замужем дважды: сначала за Паоло Таранта (брак был аннулирован Трибуналом Священной Римской Роты по её заявлению), а затем за Альберто Брамбиллой, от которого у неё двое детей и с которым впоследствии развелась.